# The Silent Vow
The Silent Vow er en amerikansk stumfilm fra 1922 af William Duncan.

## Medvirkende
- William Duncan som Richard Richard 'Dick' Stratton
- Edith Johnson som Anne
- Dorothy Dwan som Ethel
- Maude Emory som Elizabeth Stratton
- J. Morris Foster som Doug Gorson
- Henry Hebert som Jim Gorson
- Fred Burley som Bill Gorson